# 小柏丑二
小柏 丑二（おがしわ ちゅうに、1889年（明治22年）6月3日 - 没年不明）は、東京市区長。教育者。

## 経歴
石川県金沢市出身。旧制第四高等学校を経て、1915年（大正4年）に東京帝国大学文科大学国文科を卒業。広陵中学校教諭を務めた後、1919年（大正8年）に島根県立杵築中学校教諭となった。1922年（大正11年）、福岡高等学校教授に就任。1923年（大正12年）、群馬県立沼田中学校校長に転じ、1930年（昭和5年）からは岐阜県岐阜中学校校長を務めた。
1934年（昭和9年）、東京市に入り、教育局視学課長、同学務課長を歴任した。1939年（昭和14年）から本所区長に転じ、東京市本所高等実践女学校の校長事務取扱などを務めた。
戦後は公職追放となり、それから新宿区教育委員長を務めた。

## 栄典
位階
- 1921年（大正10年）6月21日 - 従七位[6]
- 1922年（大正11年）1月16日 - 正七位[7]
- 1926年（大正15年）3月15日 - 従六位[8]
- 1928年（昭和3年）10月6日 - 正六位[9]
- 1932年（昭和7年）5月16日 - 従五位[10]

勲章等
- 1940年（昭和15年）11月10日 - 紀元二千六百年祝典記念章[11]